# Acmaea nanshaensis
Acmaea nanshaensis is een slakkensoort uit de familie van de Acmaeidae. De wetenschappelijke naam van de soort is voor het eerst geldig gepubliceerd in 1991 door Liu.